# Antonio Da Passano
Antonio Da Passano (* 1599 in Genua; † 1681 ebendort) war der 123. Doge der Republik Genua und König von Korsika.

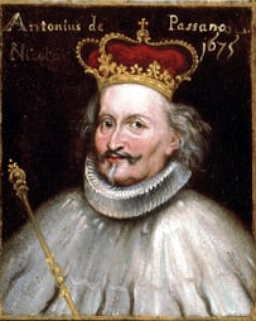
Antonio Da Passano

## Leben
Es gibt nur wenige biografische Unterlagen über Antonio Da Passano, der wahrscheinlich um 1599 in Genua geboren wurde.
Die Familie Da Passano stammt aus Riviera di Levante, aus den Feudalgebieten um Passano, Deiva Marina, Framura und Levanto.
Sein Urgroßvater Giovanni Gioacchino Da Passano aus dem Zweig „de’ Delphinis“ der Herren von Passano besuchte als Gesandter der Republik Genua den französischen Hof von Franz I., den englischen Hof von Heinrich VIII. und den päpstlichen Hof.
Da der junge Mann in den genuesischen Chroniken nicht erwähnt wird, lebte er mit ziemlicher Sicherheit auf den levantinischen Lehnsgütern seiner Familie, und als er volljährig wurde, arbeitete er in der republikanischen Hauptstadt in der Banco di San Giorgio.
Sein erstes öffentliches Amt erhielt er im Alter von etwa 50 Jahren, als er als Commissario Sindacatore in Korsika (zur Überprüfung der posthumen Arbeit des Gouverneurs und späteren Dogen Cesare Durazzo) und auf Capraia tätig war. Später kehrte er nach Genua zurück und wurde zum Senator der Republik gewählt.
In der Wahl vom 11. Juli 1675 wurde er zum Dogen gewählt, und seine Amtszeit war die 78. in zweijähriger Folge und die 123. in der republikanischen Geschichte. Als Doge wurde er auch mit dem damit verbundenen zweijährigen Amt des Königs von Korsika ausgestattet.
Zu seinen Handlungen gehört ein Streit zwischen seiner Person und den obersten Syndikatoren über die Entsendung mehrerer Galeeren ohne seine Genehmigung, die letztere zur Verfolgung eines türkischen Schiffes, das die ligurische Küste bedrohte, vornahmen.
Als sein Dogat am 11. Juli 1677 endete, diente er der Republik wahrscheinlich noch bis zu seinem Tod, der vermutlich im Laufe des Jahres 1681 in Genua eintrat. Er wurde in der Kirche von Santo Stefano beigesetzt.